# کاندیدا اوریس

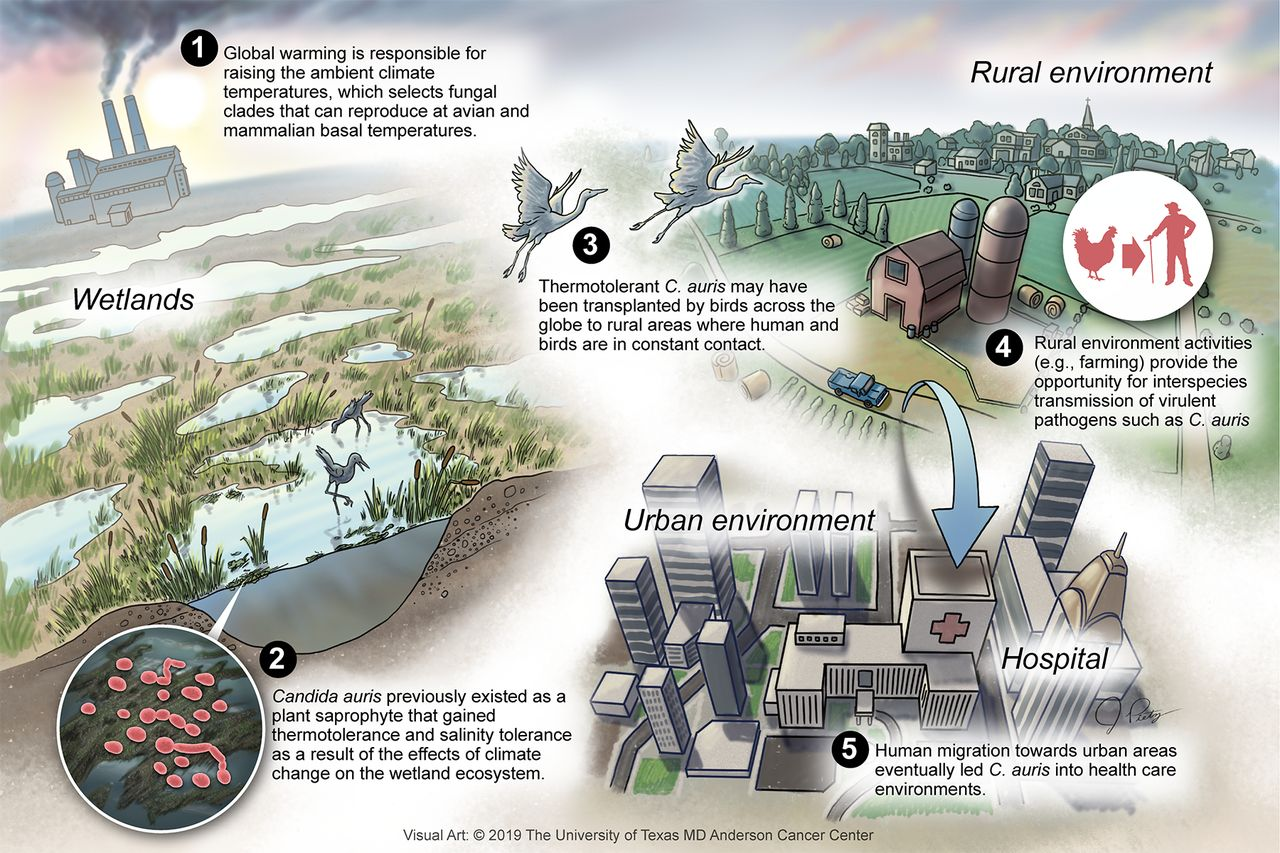
طرح پیشنهادی برای نحوۀ ظهور کاندیدا اوریس.

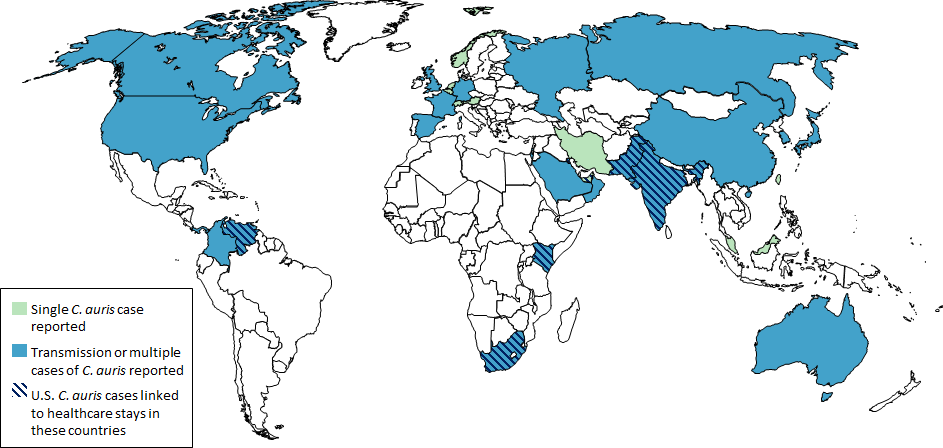
عفونت‌های کاندیدا اوریس، توزیع جهانی از سال ۲۰۱۹

کاندیدا اوریس (انگلیسی: Candida auris) گونه‌ای قارچ که به‌صورت مخمر رشد می‌یابد. کاندیدا اوریس یکی از معدود گونه‌هایی از سرده کاندیدا است که باعث کاندیدیاز در انسان می‌شود. کاندیدیاز بیشتر به‌صورت عفونت بیمارستانی و در بیمارانی که سیستم ایمنی ضعیف دارند، دیده می‌شود. کاندیدا اوریس ممکن است سبب بروز کاندیدیاز تهاجمی (گسترش قارچ در خون) شود که در آن جریان خون، سیستم عصبی مرکزی و اندام‌های داخلی دچار عفونت قارچی می‌شوند. به دلیل مقاومت دارویی متعدد، کاندیدا اوریس توجه گسترده‌ای را به خود جلب کرده‌است. درمان آن نیز فرایندی پیچیده‌است زیرا به سادگی با سایر گونه‌های کاندیدا اشتباه گرفته می‌شود.
کاندیدا اوریس اولین بار در سال ۲۰۰۹ پس از جداسازی آن از مجرای گوش یک زن ۷۰ ساله ژاپنی در بیمارستان سالمندان متروپولیتن توکیو در ژاپن توصیف شد. در سال ۲۰۱۱، کره جنوبی اولین موارد بیماری‌زای کاندیدا اوریس را ثبت کرد. طبق گزارش‌ها، این قارچ در سراسر آسیا و اروپا گسترش یافت و اولین بار در سال ۲۰۱۳ در ایالات متحده آمریکا ظاهر شد. نخستین نمونه این قارچ در اروپا در سال ۲۰۱۶ در بیمارستان رویال برامپتون لندن (یک بیمارستان تخصصی جراحی قلب و قفسهٔ سینه) کشف شد.
تجزیه و تحلیل دی‌ان‌ای از چهار سویه متمایز اما مقاوم به داروی کاندیدا اوریس نشان دهنده یک واگرایی تکاملی است که حداقل ۴۰۰۰ سال پیش رخ داده‌است، با یک جهش مشترک در بین این چهار گونه به سمت مقاومت دارویی، که احتمالاً به استفاده گسترده از مواد ضد قارچ دارایِ آزول در کشاورزی مرتبط است. با این حال، توضیح دربارهٔ چگونگی ظهور آن همچنان در حد حدس و گمان است.
دنیاگیری کووید-۱۹ منابع و امکانات لازم برای مبارزه و ردیابی این قارچ را محدود کرد که منجر به همه‌گیری محدود آن شده‌است. کمبود تجهیزات حفاظتی شخصی، پرسنل پزشکی را مجبور به استفاده مجدد از روپوش و ماسک در طول همه‌گیری کووید-۱۹ کرد، که به گسترش قارچ کمک کرده‌است. در سال ۲۰۲۱، مرکز کنترل و پیشگیری از بیماری سویه‌هایی از کاندیدا اوریس را شناسایی کرد که در برابر تمام داروهای موجود که برای درمان عفونت‌های قارچی استفاده می‌شوند، مقاوم بودند. تحقیقات منتشر شده در «گزارش سالانه بیماری‌های داخلی» برای ردیابی گسترش کاندیدا اوریس از سال ۲۰۱۹ تا ۲۰۲۱ نشان داد که این قارچ در بیش از نیمی از ایالات آمریکا وجود دارد.
کاندیدا اوریس یک قارچ بیماری‌زای مقاوم در برابر چند دارو است که به دلیل توانایی آن در ایجاد عفونت‌های شدید در انسان به عنوان یک نگرانی جهانی بهداشت مطرح شده‌است.

## شناسایی و مورفولوژی
کاندیدا اوریس که نخستین بار در سال ۲۰۰۹ شناسایی شد، گونه‌ای از قارچ‌های کیسه‌ای از سرده کاندیدا است که به‌صورت مخمر رشد می‌کند. نام آن از کلمه لاتین «گوش» (آئوریس: auris) گرفته شده‌است. این قارچ روی محیط‌های رشد، کلونی‌های صاف، براق، خاکستری مایل به سفید و چسبناک ایجاد می‌کند. از نظر میکروسکوپی، سلول‌ها به شکل بیضی هستند.

## اهمیت بالینی
کاندیدا اوریس به دلیل مقاومت دارویی متعددی که دارد، توجه پزشکان و پژوهشگران را به خود جلب کرده‌است.
در شرایط آزمایشگاهی، بیش از ۹۰ درصد از موارد کاندیدا اوریس به فلوکونازول و طیفی از ۳ تا ۷۳ درصد از آنها به وریکونازول مقاوم هستند، در حالی که سایر تریازول‌ها (پوساکونازول، ایتراکونازول و ایزاووکونازول) فعالیت بهتری را نشان می‌دهند. در میان سایر موارد جداشده، ۱۳ تا ۳۵ درصد آنها به آمفوتریسین بی مقاوم بودند؛ با این حال، بیشتر موارد به اکینوکاندین‌ها حساس هستند.
درمان این قارچ پیچیده‌است زیرا کاندیدا اوریس به سادگی با گونه‌های مختلف کاندیدا اشتباه گرفته می‌شود.
 در سال ۲۰۱۶ خلاصه مختصری از اهمیت بالینی این قارچ - به‌نحوی که قابل درک برای مخاطبان عمومی باشد - توسط مرکز تحقیقات و سیاست‌گذاری بیماری‌های عفونی در دانشگاه مینه‌سوتا منتشر شد.
بر اساس مقالات منتشر شده از سال ۲۰۱۱ تا ۲۰۱۶، مرگ و میر افراد مبتلا به عفونت‌های گسترده خون با کاندیدا اوریس (BSI) بین ۳۰ تا ۶۰ درصد بود. بسیاری از این افراد بیماری‌ها و عارضه‌های جدی دیگر (چندابتلایی) داشتند که خطر مرگ را در آنها افزایش می‌داد.
تا زمان نگارش این مقاله (سال) هیچ واکسن مؤثر انسانی علیه کاندیدا اوریس وجود ندارد. آزمایش‌های مربوط به واکسن NDV-3A، موش‌ها را با موفقیت در برابر این قارچ ایمن‌سازی کردند. این واکسن همچنین اثر محافظتی داروی ضد قارچی میکافونژین را در برابر عفونت کاندیدا اوریس در جریان خون موش بهبود بخشید.

## ژنوم
چندین طرح پیش‌نویس ژنومی از توالی‌یابی کل ژنوم کاندیدا اوریس تا کنون منتشر شده‌است. اندازه ژنوم این قارچ در حدود ۱۲٫۳ تا ۱۲٫۵ میلیون جفت‌باز است و محتوای محتوای سیتوزین-گوانین آن ۴۴٫۵ تا ۴۴٫۸٪ است.
مطالعات بیشتری مورد نیاز است تا نشان دهد آیا واگرایی فیلوژنتیکی کلون‌های کاندیدا اوریس از لحاظ الگوهای تهاجمی، حدت و/یا مقاومت دارویی بر حسب منطقه فرق دارند یا خیر.